# Surteby-Kattunga socken
Surteby-Kattunga socken i Västergötland ingick i Marks härad och ingår sedan 1971 i Marks kommun, från 2016 inom Surteby-Kattunga distrikt.
Socknens areal är 49,21 kvadratkilometer. År 2000 fanns här 1 046.  Tätorten Björketorp samt kyrkbyn Surteby med sockenkyrkorna Surteby kyrka ligger i socknen.

## Administrativ historik
Jordebokssocknen bildades 1926 i Älvsborgs län då Surteby socken och Kattunga socken gick samman. Samtidigt bildades Surteby-Kattunga församling och Surteby-Kattunga landskommun genom sammanslagning av Surteby församling och Kattunga församling respektive Surteby landskommun och Kattunga landskommun. Landskommunen gick 1952 upp i Västra Marks landskommun som 1971 uppgick i Marks kommun.Församlingen uppgick i Västra Marks församling., 
1 januari 2016 inrättades distriktet Surteby-Kattunga, med samma omfattning som Surteby-Kattunga församling hade 1999/2000 och fick 1926, och vari denna socken ingår.

## Geografi
Socknen ligger nordost om Varberg kring Surtan. Socknen har odlingsbygd utmed ån och är i övrigt en skogsbygd.

## Fornlämningar
Boplatser och hällkistor från stenåldern är funna. Från bronsåldern finns gravrösen.

## Källhänvisningar
1. 1 2 3  Harlén, Hans; Harlén Eivy (2003). Sverige från A till Ö: geografisk-historisk uppslagsbok. Stockholm: Kommentus. Libris 9337075. ISBN 91-7345-139-8
2. ↑  ”Förteckning över städer och socknar”. Riksantikvarieämbetet. 1998. sid. 54. http://www.raa.se/publicerat/varia2011_43.pdf. Läst 7 september 2013.
3. ↑  ”Församlingar”. Statistiska centralbyrån. https://www.scb.se/hitta-statistik/regional-statistik-och-kartor/regionala-indelningar/forsamlingar/. Läst 30 december 2022.
4. 1 2  Sjögren, Otto (1933). Sverige geografisk beskrivning del 4 Göteborgs och Bohus län, Älvsborgs, Skaraborgs och Värmlands län. Stockholm: Wahlström & Widstrand. Libris 9941
5. 1 2  Nationalencyklopedin
6. ↑  Häradskartor för Älvsborgs län från 1890-1897 av Rikets allmänna kartverk. Från Geobibliotekets kartsamlingar, Stockholms Universitet
7. ↑  Fornlämningar, Statens historiska museum: Surteby-Kattunga socken
8. ↑  Fornminnesregistret, Riksantikvarieämbetet: Surteby-Kattunga socken Fornminnen i socknen erhålls på kartan genom att skriva in sockennamn (utan "socken") i "Ange geografiskt område"